# Giả thuyết Dickson
Trong lý thuyết số, một nhánh của toán học, giả thuyết Dickson là một giả thuyết được phát biểu bởi nhà toán học Dickson (1904) như sau: cho tập hữu hạn các dạng tuyến tính (các đa thức bậc một) a1 + b1n, a2 + b2n, ..., ak + bkn thỏa mãn bi ≥ 1 với mọi i, có vô số số nguyên n sao cho các giá trị của chúng đều là số nguyên tố, trừ khi có điều kiện đồng dư ngăn nó (Ribenboim 1996, 6.I). Trường hợp k = 1 là định lý Dirichlet.
Có hai trường hợp đặc biệt hiện đang được quan tâm tới: liệu có vô số số nguyên tố sinh đôi (n và 2 + n đều là số nguyên tố), và liệu có vô số số nguyên tố Sophie Germain (n và 1 + 2n đều là nguyên tố).
Giả thuyết Dickson mở rộng thêm bằng phỏng đoán H của Schinzel.

## Giả thuyết Dickson tổng quát
Cho n đa thức có bậc dương và hệ số nguyên (n là số tự nhiên tùy ý) trong đó mỗi đa thức đều thỏa mãn ba điều kiện nằm trong giả thuyết Bunyakovsky, và cho bất kỳ số nguyên tố p, tồn tại số nguyên x sao cho giá trị của tất cả n đa thức tại x đều không chia hết cho p, khi đó, có vô số số nguyên dương x sao cho các giá trị của n đa thức đó tại x đều là số nguyên tố. Lấy ví dụ, nếu đa thức đúng thì sẽ có vô số số nguyên dương x sao cho x2 + 1, 3x - 1, và x2 + x + 53 đều là số nguyên tố. Khi các đa thức đều có bậc 1 thì bài toán quay trở về giả thuyết Dickson gốc.
Giả thuyết này tổng quát này tương đương với giả thuyết Bunyakovsky tổng quát.